# Araschnia davidis
Araschnia davidis ist ein Schmetterling aus der Familie der
Edelfalter (Nymphalidae). Er ist in China verbreitet und zeigt einen Saisondimorphismus wie das nahe verwandte Landkärtchen (Araschnia levana). Er ist nach dem Sammler der Falter für die Erstbeschreibung, dem Geistlichen A. David, benannt.

## Beschreibung
Araschnia davidis hat eine Spannweite von 46 Millimetern. Sie hat auf dem Vorderflügel auf schwarzbrauner Grundfarbe rotgelbe, unregelmäßig laufende, Querbänder und Linien. Auf dem Hinterflügel befindet sich in der äußeren Hälfte eine breite rotbraune Binde, in deren Mitte liegt ein runder und vor sowie hinter ihm andere unregelmäßig geformte schwarze Flecke. Das Wurzelfeld ist von mehreren rötlich braunen Linien durchquert. Die Binden der Oberseite haben einen helleren Farbton. Die Unterseite ist rotbraun, mit Schwarz gemischt. Die Adern sind hell abgesetzt, besonders auf dem Hinterflügel. Im Außenfeld des Vorderflügel liegen etliche weiße Flecke auf violettem Grund und im Außenfeld des Hinterflügels eine Reihe schwarz umrandete weiße Punkte. Der mittlere ist schwächer ausgeprägt auf einem bläulichen Wisch. Am Saum laufen drei schwarze Linien auf hellem Grund.

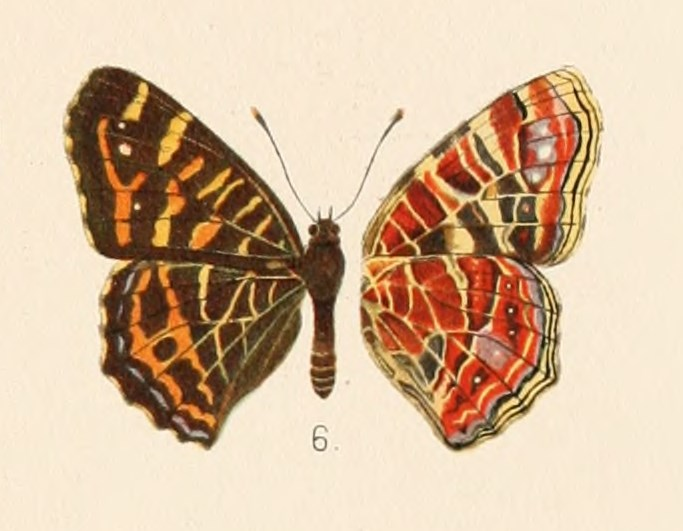
Araschnia davidis var. oreas aus John Henry Leechs Butterflies from China, Japan and Corea, 1892

Das Taxon oreas Leech, 1892 hat eine Spannweite von 52 Millimetern und stellt vielleicht nur eine Saisonform von Araschnia davidis dar. Ob es sich um eine eigene Art handelt ist unklar. oreas hat schmalere Binden und Linien, die teilweise gelblich verfärbt sind. Nahe am Saum des Hinterflügels liegt eine Reihe blauer Strichflecke. Die Unterseite ist lebhafter gezeichnet, die Grundfarbe fast rot.

## Lebensweise und Verbreitung
Araschnia davidis ist aus Moupin in Ost-Tibet bekannt, oreas aus West-China (Wassukow, Chowpinsa, Putsufong). Über die Lebensweise ist nichts bekannt.